# Anthrenoides bocainensis
Anthrenoides bocainensis är en biart som beskrevs av Urban 2007. Anthrenoides bocainensis ingår i släktet Anthrenoides och familjen grävbin. Inga underarter finns listade i Catalogue of Life.